# 星界的戰旗
《星界的戰旗》，日本小說家森岡浩之的科幻小说，為《星界的紋章》之續作，目前出版至第六集。正體中文版由尖端出版代理至第四集，譯者K.K.。外傳有《星界的断章》。

## 概要
前作《星界的紋章》總共分三集，故事主要敘述亞維人類帝國與人類統合體之間戰爭的開端，並且說明「帝國公主」拉斐爾與由地上人晉升為亞維貴族的杰特相遇並於地上世界逃亡的長篇故事。
《星界的戰旗》則是敘述在兩人回到帝國首都拉克法卡尔並各自接受軍校訓練畢業後再次並肩作戰，乘坐星界軍戰艦進行作戰行動。

## 故事簡介

### 星界的戰旗Ⅰ
在遙遠的未來，人類在整個銀河系打開了翅膀！在銀河系中建立了五個星間國家。但其中有一種族根據宇宙環境而改變遺傳因子，使他們的身體最合適在宇宙生活。他們叫做「亞維」及其建立的星間國家「亞維人類帝國」在宇宙中出現了。
可是現在、其他的國家以「人類統合體」為中心聯合了其他國家想挽回劣勢并開始計劃。地上世界同時也被「亞維人類帝國」星各界軍隊侵略。而3年的修技官生活結束，主計列翼翔士，地上世界出身的「亞維」貴族-傑特，以書記身分被分配到突擊艦巴斯羅伊魯號。那個突擊艦巴斯羅伊魯號的艦長正是十翔長-拉菲爾，與她再次相見！
三年前，傑特、拉菲爾他們一同戰鬥！

另外，修技官時代，認識了不愛說話的亞維少女艾克琉亞、亞維人索芭修、少數地上界出身的薩姆森，再次在突擊艦巴斯羅伊魯號見面！

在出擊命令下，他們前往戰場「亞布迪克」，而敵軍是「人類統合體」，「亞布迪克」守備艦隊以相差12對150的戰鬥力下迎擊「人類統合體」的進攻！

### 星界的戰旗Ⅱ
帝國曆955年，「亞布人類帝國」發動了截斷「人類統合體」領域的幻炎作戰。星界軍在亞布迪克星系迎戰人類統合體的反擊！以壓倒性的優勢大敗敵軍！作戰完滿結束！在帝國曆956年，「亞布人類帝國」再發動了奪取回孤立領域的新作戰計劃，「狩人作戰」計劃！
在熾烈的亞布迪克的戰鬥中因為巴斯羅伊魯遭受到了嚴重的破壞、由軍隊給予了再次新生的巴斯羅伊魯的拉斐爾一行。拉斐爾的新任務就是到已制壓住的惑星羅布那斯Ⅱ擔任領主代行。
繼承亞維王家血統的人、在應該待在戰場第一線的氣質中長大的拉斐爾有一點點的不滿。想辦法要安慰的津特、可是他也持有著領主副代行的奇怪立場。
然後、離開平面宇宙到達羅布那斯Ⅱ的巴斯羅伊魯突然的、被照射了複數的指向性電磁波。那是自稱是地上代表的四個人的通信。在這個惑星存在著四個自稱代表。行政官梅汀、中央矯正區代表德庫夫、西部矯正區香卡魯、東部矯正區代表安卡森。羅布那斯Ⅱ並沒有首相的存在。不只是那樣這個惑星、居然是收監流放的犯罪者們的星球。
迎接以強襲輸送艦達克賽斯下降到地上的領主副代行的津特的是、惑星羅布那斯Ⅱ管理最高責任者行政長官梅汀 。行政廳和犯人們的力量關係崩壞、已經猜想到會有大規模的叛亂發生的梅汀對星界軍、要求了大規模的移民計畫。就在移民計畫暗中的進行中、叛亂終於爆發了。一方、在軌道上守護地上情況的拉斐爾們的身上也有危機迫近。居然敵艦隊將通過羅布那斯星系。在逃離的時刻一步一步的逼近當中、津特和梅汀被叛亂者綁架了。然後拉斐爾被迫下痛苦的決心…。

### 星界的戰旗Ⅲ
伯爵和公主起程回到收復了的海德伯國，途中伯爵和朋友相遇和遇到帝國軍在海德伯國舉行軍事演習。由於馬汀行星(伯國首府)的地上世界政府拒絕歸降，經伯爵斡旋後，馬汀無血開城。最後以伯爵自我放逐和自治為條件投降。主人公從此没了故鄉，與公主回到軍中服役。

### 星界的戰旗Ⅳ
故事繼續發展。伯爵和公主回到星界軍並肩作戰。經過數場任務後回到帝都準備戰隊的慶祝會（途中己開了一次，是由伯爵支錢的。本次由戰隊司令做東）。另一方面，公主的弟弟參軍，派到一艘戰列艦上服役。最後，不知何故，原本有意加入帝國的哈尼亞聯邦派軍突襲帝國，兵鋒直指帝都。

### 星界的戰旗Ⅴ
“亞佈人類帝國”本應發動了與“哈尼亞聯邦”合併的雪晶作戰，卻反遭“哈尼亞聯邦”向帝都進軍。甫一參軍，拉斐爾的弟弟杜希爾所乘坐的戰列艦也陷入了預定之外的交戰狀況。另一方面，接受敕命被傳喚到帝宮的拉斐爾，從皇帝拉瑪珠手中，領受到了新的戰艦和任務。慘烈的戰鬥，為亞布掀起了巨大的浪潮。 “戰旗”系列·第一部完結！

### 星界的戰旗VI
〈四國聯合〉的軍隊開始進攻帝都。拉菲爾的弟弟杜希爾所搭乘的戰列艦也陷入交戰狀態而敗走。另一方面，奉敕命被傳喚至帝宮的拉菲爾，被皇帝拉瑪珠命令擔任將帝國寶物送往杜薩紐處的任務。為了幫助帝都拉克法卡爾的人們避難，拉瑪珠率領近衛艦隊出擊以爭取撤離時間，后被敵方艦隊擊潰。留在帝都的人們對敵軍進行最後頑強的抵抗，但不落帝都拉克法卡爾還是淪陷了。拉菲爾完成了任務，皇太子杜薩紐登上了亞維帝國皇帝的寶座。拉菲爾被亞維帝國第28代皇帝任命為霹靂艦隊司令長官、亞維帝國暫定皇太女、帝國元帥，執行雷霆作戰，對被孤立的敵方領域進行平定, 以取得〈人民主權星系聯合體〉的主星系——諾布·金夏斯。

## 登場人物
亞布里艾爾．尼．杜布雷斯克．帕留紐子爵．拉斐爾／配音員：川澄綾子。
帝國第二十七代皇帝拉瑪珠的孫女、克琉布王的女兒。
戰旗Ⅰ：突擊艦「巴斯洛伊爾號」的艦長，官階為十翔長。
戰旗Ⅲ：官階為副百翔長。
戰旗Ⅳ：襲擊艦「芙麗柯維號」艦長。
戰旗Ⅴ：巡察艦「卡普脫諾修·杜拉德號」艦長，官階百翔長。
戰旗VI: 霹靂艦隊司令長官、亞維帝國暫定皇太女、官階為帝國元帥
凌．蘇努．洛克．海德伯爵．杰特／配音員：今井由香。
戰旗Ⅰ：突擊艦「巴斯洛伊爾號」的書記，官階為主計列翼翔士。
戰旗Ⅳ：襲擊艦「芙麗柯維號」書記，官階主計前衛翔士。
戰旗Ⅴ：巡察艦「卡普脫諾修·杜拉德號」書記，官階十翔長。
戰旗VI: 霹靂艦隊司令副官，官階主計千翔长。
索巴修．衛夫．道爾．優斯／配音員：斎賀みつき。
雖看似二十多，其實際年齡超過五十歲以上，由於將大部分歲月用在商業貿易，所以還是位非常有錢的富豪。
戰旗Ⅰ：突擊艦「巴斯洛伊爾號」的航海士，官階為前衛翔士。
戰旗Ⅲ：襲擊艦「芙麗柯維號」艦長，官階為副百翔長。
戰旗Ⅳ：第一蹂躪戰隊先任參謀，官階為百翔長。
戰旗VI: 霹雳舰队参谋长，官階為提督
艾克琉亞．衛夫．陶琉茲．諾如／配音員：清水香里。
大杰特兩歲，舉止總是相當沉靜。
戰旗Ⅰ：突擊艦「巴斯洛伊爾號」的砲術士兼通信士，官階為列翼翔士。
戰旗Ⅲ：襲擊艦「芙麗柯維號」航法士，官階為前衛翔士。
戰旗Ⅳ：襲擊艦「芙麗柯維號」副艦長兼航法士，官階為十翔長。
戰旗VI: 霹雳舰队副參謀長，官階為准提督。
薩姆森．波爾治．提爾薩爾．提爾斯／配音員：大塚明夫。
地上世界出身。
戰旗Ⅰ：突擊艦「巴斯洛伊爾號」的監督，官階為軍匠列翼翔士。
戰旗Ⅲ：海德伯爵的家宰。
阿特斯留亞．蘇努．阿特斯．費布達休男爵．羅依／配音員：山田美穗。
拉斐爾與杰特的直屬上司，現任的菲布達胥男爵。
戰旗Ⅰ：突擊隊司令，官階為百翔長。
戰旗Ⅲ：第一蹂躪戰隊司令，官階為千翔長。
戰旗VI: 霹雳舰队第一艦隊司令長官，官階為提督。
亞布里艾爾．尼．拉姆薩爾．巴爾凱王．杜薩紐／配音員：鹽澤兼人。
亞維帝國皇太子，攻略艦隊的總指揮官。
亞維帝國第28代皇帝。
甘迺希．衛夫．史特維瑪．佩琪爾／配音員：篠原惠美。
攻略艦隊總參謀長，官階為星界軍元帥。
戰旗VI: 亞維帝國軍令長官，官階為帝國元帥。
史波茹．亞隆．塞克帕特．雷特帕紐大公爵．佩妮茱／配音員：深見梨加。
狩人第一艦隊總司令，官階為提督。
戰旗VI: 霹雳舰队第五艦隊司令長官，官階為星界軍元帥。
克法迪斯．衛夫．艾斯皮爾．謝思彼／配音員：千葉進步。
狩人第一艦隊參謀長，官階為千翔長。
畢博史．亞隆．涅雷姆．公子．涅雷斯／配音員：井上和彥。
亞普提克防衛艦隊總司令，官階為提督。
畢博史．亞隆．涅雷姆．公子．涅菲／配音員：井上和彥。
亞普提克防衛艦隊參謀長，官階為千翔長。

## 小說
- 星界的戰旗Ⅰ　羈絆的形式
- 星界的戰旗Ⅱ　要守護的人
- 星界的戰旗Ⅲ　家人的餐桌
- 星界的戰旗Ⅳ　傾軋的時空
- 星界的戰旗Ⅴ　宿命的曲調
- 星界的戰旗ⅤI　帝國之雷鳴 （2018 年 9 月 5 日發行）

## 動畫

### 第一輯
第7話為動畫的原創故事。播放結束後，將星界之戰旗的十三回內容剪輯成了一個二小時的動畫總集篇「星界的戰旗 特別篇～絆のかたち～」，2001年7月7日在WOWOW播出。

#### 各話列表
| 話數     | 日文標題 | 中文標題           | 劇本       | 分鏡           | 演出           | 總作畫監督                        | 作畫監督                          |
| -------- | -------- | ------------------ | ---------- | -------------- | -------------- | --------------------------------- | --------------------------------- |
| 第一話   |          | 再會               | 真喜屋力   | 長岡康史       | 長岡康史       | 渡部圭祐（キャラ） 筱雅律（メカ） | しんぼたくろう 米山浩平           |
| 第二話   |          | 幻炎作戰           | 竹田裕一郎 | 長岡康史       | 元永慶太郎     | 渡部圭祐                          | 筱雅律                            |
| 第三話   |          | 突擊艦巴斯羅伊魯號 | 真喜屋力   | 西澤晋         | 元永慶太郎     | 渡部圭祐（キャラ）                | しんぼたくろう 米山浩平           |
| 第四話   |          | 初次出征           | 竹田裕一郎 | 米たにヨシトモ | まついひとゆき | 渡部圭祐 筱雅律                   | 高橋晃                            |
| 第五話   |          | 華麗的瘋狂         | 竹田裕一郎 | 西本由紀夫     | 西本由紀夫     | 渡部圭祐（キャラ）                | しんぼたくろう 米山浩平           |
| 第六話   |          | 弔唁的晚餐         | 真喜屋力   | 西澤晋         | 元永慶太郎     | 渡部圭祐 筱雅律                   | 中島里恵 加藤やすひさ             |
| 第七話   |          | 黑暗中的逃亡       | 竹田裕一郎 | 阿部記之       | 鈴木吉男       | -                                 | 大塚健（キャラ） 千葉道徳（メカ） |
| 第八話   |          | 決戰前夕           | 真喜屋力   | 吉田俊司       | 吉田俊司       | 渡部圭祐（キャラ） 筱雅律（メカ） | 南伸一郎                          |
| 第九話   |          | 巴斯羅伊魯之戰     | 真喜屋力   | まついひとゆき | まついひとゆき | 筱雅律（メカ）                    | 高橋晃                            |
| 第十話   |          | 流星               | 真喜屋力   | 鍋島修         | 鍋島修         | -                                 | しんぼたくろう 米山浩平           |
| 第十一話 |          | 灼熱的戰場         | 竹田裕一郎 | 西本由紀夫     | 西本由紀夫     | -                                 | 千葉道徳 渡部圭祐 筱雅律          |
| 第十二話 |          | 亞布迪克門沖會戰   | 竹田裕一郎 | 高谷浩利       | 亀垣一         | 渡部圭祐（キャラ） 筱雅律（メカ） | しんぼたくろう 米山浩平           |
| 第十三話 |          | 羈絆的形式         | 竹田裕一郎 | 長岡康史       | 長岡康史       | 渡部圭祐（キャラ） 筱雅律（メカ） | 中島里恵                          |